# Marathon de Porto

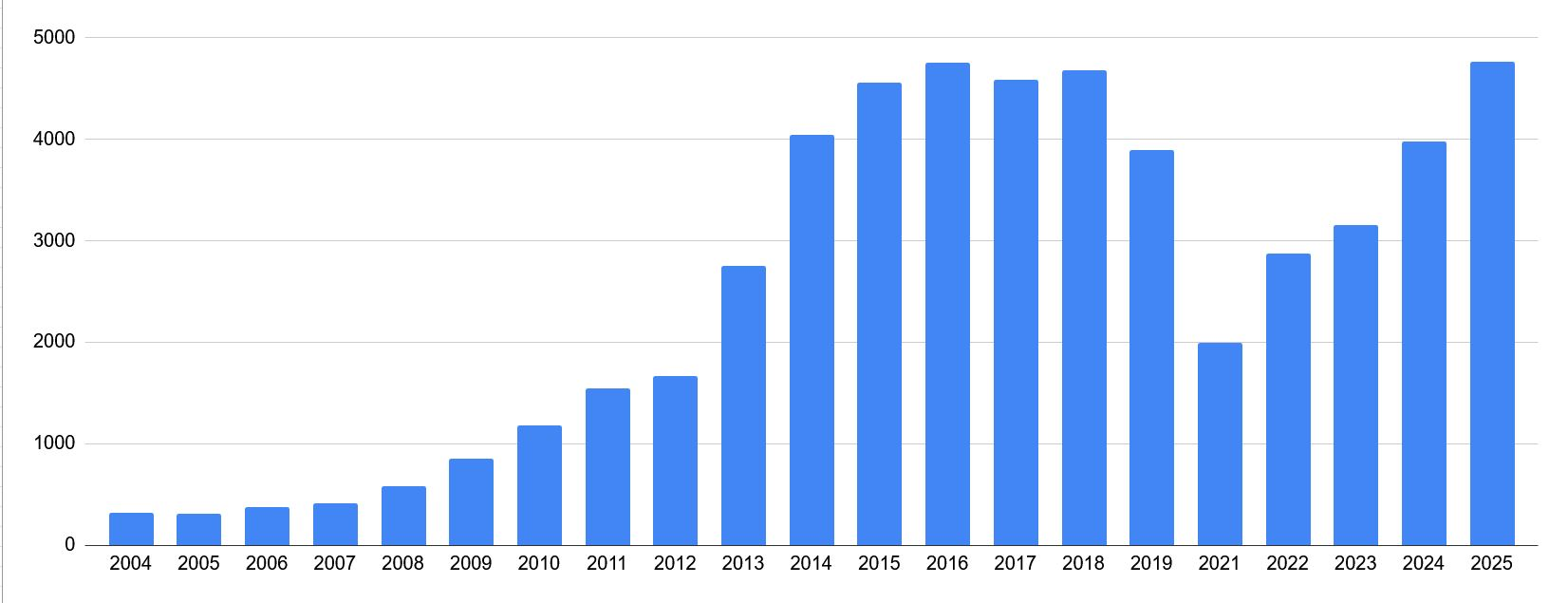
Nombre de concurrents terminant le parcours de 2004 à 2024.

Le Marathon de Porto est une course d'une distance classique de 42,195 km dans la ville de Porto, au Portugal. Il a lieu chaque année depuis 2004. 

## Palmarès
| Date | 1er Homme            | Pays     | Temps           | 1re Femme                 | Pays     | Temps           | Arrivants |
| ---- | -------------------- | -------- | --------------- | ------------------------- | -------- | --------------- | --------- |
| 2019 | Deso Gelmisa         | Kenya    | 2 h 9 min 8 s   | Bontu Bekele Gada         | Kenya    | 2 h 33 min 38 s | 3895      |
| 2018 | Robert Chemonges     | Ouganda  | 2 h 09 min 05 s | Abeba-Tekulu Gebremeske   | Éthiopie | 2 h 30 min 18 s | 4678      |
| 2017 | Jackson Limo         | Kenya    | 2 h 11 min 34 s | Monica Jepkoech           | Kenya    | 2 h 26 min 58 s | 4 584     |
| 2016 | Samuel Mwaniki       | Kenya    | 2 h 11 min 48 s | Loice Kiptoo              | Kenya    | 2 h 29 min 13 s | 4 752     |
| 2015 | Gilbert Yegon Koech  | Kenya    | 2 h 14 min 04 s | Brigid Jepcheschir Kosgei | Éthiopie | 2 h 47 min 59 s | 4 558     |
| 2014 | Workneh Serbessa     | Éthiopie | 2 h 13 min 10 s | Marta Mekonen             | Éthiopie | 2 h 31 min 54 s | 4 042     |
| 2013 | Joash Mutai          | Kenya    | 2 h 13 min 04 s | Chaltu Waka               | Kenya    | 2 h 37 min 47 s | 2 755     |
| 2012 | Anthony Wairuri      | Kenya    | 2 h 12 min 14 s | Abeba Gebremeskele        | Éthiopie | 2 h 39 min 51 s | 1 668     |
| 2011 | Philemno Baaru       | Kenya    | 2 h 09 min 51 s | Pauline Chepchumba        | Kenya    | 2 h 41 min 24 s | 1 545     |
| 2010 | Alex Kirui           | Kenya    | 2 h 14 min 25 s | Béatrice Toroitich        | Kenya    | 2 h 37 min 49 s | 1 180     |
| 2009 | Johnsthone Changwony | Kenya    | 2 h 13 min 12 s | Priscah Jeptoo            | Kenya    | 2 h 30 min 40 s | 857       |
| 2008 | Samuel Muti          | Kenya    | 2 h 11 min 08 s | Tirfi Tsegaye             | Kenya    | 2 h 35 min 31 s | 583       |
| 2007 | Edwin Kimutai        | Kenya    | 2 h 15 min 12 s | Marisa Barros             | Portugal | 2 h 31 min 31 s | 412       |
| 2006 | Lawrence Saina       | Kenya    | 2 h 09 min 52 s | Aureliana Edmundo         | Portugal | 2 h 57 min 35 s | 373       |
| 2005 | Ruben Chepkik        | Kenya    | 2 h 22 min 27 s | Fátima Silva              | Portugal | 2 h 45 min 09 s | 310       |
| 2004 | Steven Kiprotich     | Kenya    | 2 h 13 min 57 s | Natalia Pinho             | Portugal | 2 h 58 min 09 s | 317       |